# Battaglia di Bellevue
La battaglia di Bellevue  fu combattuta nel contesto della guerra franco-prussiana il 7 ottobre 1870, presso il centro di Bellevue, tra le forze del maresciallo di Francia François Achille Bazaine, impegnato nell'assedio di Metz e le truppe assedianti del generale Ferdinand von Kummer. L'esercito francese non riuscì a rompere l'assedio, venendo costretto alla capitolazione a fine mese. 

## Svolgimento
Dopo un attacco il 2 ottobre su Saint-Eemy, Saint-Remy, Saint-Agathe, Bellevue e Ladonchamps, i francesi si prepararono di nuovo a forzare le linee prussiane.
All'1,00 di pomeriggio del 7 ottobre le posizioni dei landwher del comandante Kummer vennero assaltate dalle truppe francesi a Bellevue, Saint-Remy, a Les Petites e Les Grandes Tapes. Le forze francesi erano più forti nei numeri (dai 30 000 ai 40 000 uomini), ma la resistenza dei prussiani fu molto ostinata. Contemporaneamente all'attacco sulla riva sinistra della Mosella, i francesi condussero un altro attacco sulla riva destra, sulle difese del I corpo d'armata a Servigny e Noisseville e contro il X corpo a Marloy e Char-loy. Il X corpo e il 57º e il 16º reggimento del comandante Wedell riuscirono ad attraversare a Argency il fiume e portarono un assalto sul lato sinistro di Kummer, mentre sul lato destro una brigata (il 48º e il 4º reggimento) combatté a Bois de Woippy. I francesi, fortemente osteggiati su più lati, dovettero cedere di nuovo il terreno occupato nel corso della giornata.
I prussiani riuscirono a prendere Saint-Remy e Bellevue nel tardo pomeriggio. Alla sera tentarono di prendere Chateau Ladonchamps, fortemente difeso dai francesi, ma l'attacco fallì per il sopraggiungere del buio che impedì l'uso delle artiglierie. I prussiani persero 1 665 uomini e 65 ufficiali.